# Kick Boxer (film, 1993)
Pour plus de détails, voir Fiche technique et Distribution.
Kick Boxer (黃飛鴻之鬼腳七, Gui jiao qi), aussi connu en Occident sous les titres Il était une fois un héros chinois et Il était une fois en Chine 6 : Kickboxer est un film de kung-fu hongkongais réalisé par Wu Ma et sorti en 1993 à Hong Kong. Yuen Biao, qui tient le rôle principal, est également le producteur et le directeur des scènes d'action.
Il totalise 7 606 886 HK$ de recettes au box-office.

## Synopsis
Lau Chat (Yuen Biao), un jeune artiste martial talentueux, rejoint Po Chi-lam pour étudier auprès du maître Wong Fei-hung qui voyage à travers l'Asie. Chat et son ami So (Wu Ma), l'un des disciples de Wong, se rendent à Hong Kong pour acheter des médicaments et rencontrent sur place la journaliste Siu-ling (Shirley Lui) qui est harcelée par des étrangers sur un navire. Chat l'aide à repousser les étrangers et devient son ami. De son côté, Ming (Tai Po), un ami malchanceux de Chat, fait de la contrebande d'opium pour la chambre de commerce occidentale chinoise et en glisse dans le paquet de médicaments de Po Chi-lam sans éveiller les soupçons de Chat et So.
Lorsque Wah (Yuen Wah), le président de la Chambre de commerce, apprend où se trouve l'opium, il envoie son homme de main auprès de Po Chi-lam pour le récupérer, mais le plan est déjoué par les disciples de ce-dernier. Le lendemain, l'agent Panthère (Yen Shi-kwan), le père de Siu-ling, mène ses hommes pour attaquer Po Chi-lam, retrouver l'opium et arrêter Chat et So au yamen. Chat, qui est renié par les autres disciples de Po Chi-lam, se faufile dans la chambre de commerce pour laver son nom mais se fait arrêter et battre. En plus d'être blessé, il est grondé par son dai sihing et quitte Po Chi-lam avec colère. Après avoir traversé de nombreuses épreuves et se sentant découragé, Siu-ling l'encourage, il travaille avec Panthère et s'infiltre sous couverture à la Chambre de commerce. Mais alors que le gang Shahe attaque le président Wah, Chat intervient pour le défendre et gagne sa confiance. Il enquête ensuite secrètement et rassemble des preuves sur les crimes de Wah en vue de le traduire en justice.

## Fiche technique
- Titre original : 黃飛鴻之鬼腳七
- Titre international : Kick Boxer
- Réalisation : Wu Ma
- Scénario : Lee Man-choi
- Photographie : Bill Wong, Ng Man-ting et Chan Siu-kwan
- Montage : Chun Yu
- Musique : John Wong
- Production : Yuen Biao
- Société de production : Golden Tripod Film, Regal Films et Yuen Biao Film Company
- Société de distribution : Regal Films Distribution
- Pays d'origine :  Hong Kong
- Langue originale : cantonais
- Format : couleur
- Genre : kung-fu
- Durée : 92 minutes
- Dates de sortie :
  -  Hong Kong : 6 février 1993
  -  Corée du Sud : 26 juin 1993

## Distribution
- Yuen Biao : Lau Chat
- Shirley Lui : Siu-ling
- Yuen Wah : le président Wah
- Wu Ma : So
- Yen Shi-kwan : Panthère d'or
- Sheila Chin (en) : Jane
- Chen Shan : un combattant en smoking noir
- Tai Po : Ming
- Louis Roth
- Chin Shih-erh : un homme de main de Wah
- Yuen Miu
- Chu Lo-kong
- Chu Tau : un homme de main de Wah
- Lau Fong-sai : un homme de main de Wah
- Cheung Tung-sing
- Lo Hoi-chiu : le chef du gang Shahe
- Ko Shut-fung
- Siu Lap-yan
- Ko Chi-wong
- Suen Siu-wai
- Chui Hok-ming
- Choi Yat-chow
- Tin Hiu-hung
- Leung Kwan-keung
- Leung Wing-king
- Leung Yee-ching
- Ng Siu-ling
- Chan Shiu-lang
- Martin Klukham
- Tarek Boschko
- Robert Kirk